# 京都市立陵ヶ岡小学校
京都市立陵ヶ岡小学校（きょうとしりつ りょうがおかしょうがっこう）は、京都府京都市山科区御陵岡町にある公立小学校。

## 沿革
- 1971年（昭和46年）4月1日 - 開校[1]。

## 卒業後の進路
卒業後は基本的に京都市立花山中学校に進学する。